# Expo 91
De Expo 91 was een wereldtentoonstelling die in 1991 in de Bulgaarse stad Plovdiv werd gehouden. De gespecialiseerde tentoonstelling was de 28e die door het Bureau International des Expositions werd erkend en de derde die in Plovdiv werd gehouden. In 1991 werd de creativiteit van jonge uitvinders onder de aandacht gebracht.